# Melasina isopoca
Melasina isopoca är en fjärilsart som beskrevs av Edward Meyrick 1930. Melasina isopoca ingår i släktet Melasina och familjen säckspinnare. Inga underarter finns listade i Catalogue of Life.